# Josyf Sembratowicz
Josyf Sembratowicz (Sembratovyc) (Krynica, 8 novembre 1821 – Roma, 23 ottobre 1900) è stato un arcivescovo cattolico ucraino della Chiesa greco-cattolica ucraina.

## Biografia
Josyf Sembratowicz (o Sembratovyc) nacque a Krynica l'8 novembre 1821 in una famiglia di origini nobili. Suo padre era un presbitero greco-cattolico.

### Formazione e ministero sacerdotale
Si diplomò al liceo di Nowy Sącz.
Nel 1841 venne inviato a Vienna per studi.
Il 7 ottobre 1845 fu ordinato presbitero per l'arcieparchia di Przemyśl, Sambor e Sanok. Rimase a Vienna e prese residenza nel collegio Augustineum. Nel giugno del 1846 conseguì il dottorato in teologia all'Università di Vienna. In seguito fu prefetto del seminario teologico di Leopoli dal 1850, vice-rettore del seminario teologico greco-cattolico di Vienna dal 1852 e professore di Sacra Scrittura all'Università di Leopoli dal 1861.

### Ministero episcopale
Il 24 marzo 1865 fu nominato vescovo titolare di Nazianzo. Ricevette l'ordinazione episcopale l'11 giugno successivo nella cattedrale di San Giorgio a Leopoli dall'arcieparca metropolita di Leopoli degli Ucraini Spyrydon Lytvynovyč (Litwinowicz), co-consacranti l'arcivescovo metropolita di Leopoli Franciszek Ksawery Wierzchlejski e l'arcieparca di Leopoli degli Armeni Grzegorz Michał Szymonowicz.
Si trasferì a Roma dove divenne prelato degli studenti di rito bizantino in formazione presso il Pontificio Collegio Urbano.
Il 1º ottobre 1867 venne nominato amministratore apostolico di Przemyśl, Sambor e Sanok.
Il 18 maggio 1870 l'imperatore Francesco Giuseppe I d'Austria lo designò quale nuovo arcieparca metropolita della Leopoli degli Ucraini e primate della Chiesa greco-cattolica ucraina. Il 27 giugno papa Pio IX confermò la nomina. Il 7 agosto fu intronizzato solennemente. Come metropolita aveva diritto di voto nella Dieta di Galizia e Lodomeria.
Il 19 luglio 1881 la Congregazione de Propaganda Fide gli incaricò di visitare tutti i monasteri della Galizia. In particolare, tra il 24 e il 28 settembre di quell'anno, visitò il monastero di Bučač.
Anche se prima della sua nomina a primate Sembratowicz era sostenuto dai galiziani polacchi ed era impopolare tra gli ucraini e i russi, durante il suo episcopato sposò pienamente il movimento filo-russo con un entusiasmo tale da scontrarsi con la politica filo-ucraina del governo austro-ungarico. Le sue misure per contrastare l'ubriachezza, avviate grazie alla collaborazione con la Fratellanza della Sobrietà, e l'abuso di alcolici tra i fedeli non furono graditi dai signori polacchi poiché queste le privarono di considerevoli profitti. Nel 1874 pubblicò i messaggi "Sulla dignità dell'uomo" e "Sulla fratellanza della sobrietà". Favorì la creazione di casse di risparmio, confraternite di temperanza e negozi comunitari.
Il caso che alla fine portò alle sue dimissioni fu la vicenda di Ivan Naumovich, un sacerdote che favorì la conversione dell'intero villaggio di Hniliczki alla Chiesa ortodossa russa. Il governo austriaco chiese e ottenne le sue dimissioni, presentate l'11 novembre 1882. Suo successore, prima come amministratore poi come metropolita, fu suo nipote Sylwester Sembratowicz che in seguito divenne anche cardinale. Il 22 dicembre dello stesso 1882 venne nominato arcivescovo titolare di Teodosiopoli di Tracia. Si trasferì a Roma, ricevette il titolo di conte romano, divenne consigliere della Congregazione de Propaganda Fide e presidente della commissione per la revisione dei libri ecclesiastici e continuò a seguire le vicende della Chiesa greco-cattolica ucraina.
Morì a Roma il 23 ottobre 1900 all'età di 78 anni. Le esequie si tennero tra il 25 e il 27 ottobre e videro la partecipazione dei vescovi Andrej Szeptycki e Kostiantyn Czechowycz. La salma venne tumulata nel sacello di Propaganda Fide nel cimitero del Verano. Nel 1902 venne avviata una colletta tra i lemchi dell'Ovest per finanziare il trasporto a Crinitz delle spoglie del prelato ma l'obiettivo non fu raggiunto. Nel 1973, per volontà del cardinale Josyp Slipyj, la sua salma venne tumulata nella cripta della basilica di Santa Sofia a Roma.

## Genealogia episcopale e successione apostolica
La genealogia episcopale è:
- Patriarca Geremia II Tranos
- Arcivescovo Michal Rahoza
- Arcivescovo Hipacy Pociej
- Arcivescovo Iosif Rucki
- Arcivescovo Antin Selava
- Arcivescovo Havryil Kolenda
- Arcivescovo Kyprian Žochovs'kyj
- Arcivescovo Lev Zaleski
- Arcivescovo Jurij Vynnyc'kyj
- Arcivescovo Luka Lev Kiszka
- Vescovo György Bizánczy
- Vescovo Inocențiu Micu-Klein, O.S.B.M.
- Vescovo Mihály Emánuel Olsavszky, O.S.B.M.
- Vescovo Vasilije Božičković, O.S.B.M.
- Vescovo Grigore Maior, O.S.B.M.
- Vescovo Ioan Bob
- Vescovo Samuel Vulcan
- Vescovo Ioan Lemeni
- Arcivescovo Spyrydon Lytvynovyč
- Arcivescovo Josyf Sembratowicz

La successione apostolica è:
- Vescovo Rafail Popov (1865)
- Vescovo Ivan Stupnyc'kyj (1872)
- Cardinale Sylwester Sembratowicz (1879)